# Matsuo Sugano
| Odkryte planetoidy: 4                                            | Odkryte planetoidy: 4 |
| ---------------------------------------------------------------- | --------------------- |
| (5881) Akashi[1]                                                 | 27 września 1992      |
| (6559) Nomura[2]                                                 | 3 maja 1991           |
| (8892) Kakogawa[1]                                               | 11 września 1994      |
| (14873) Shoyo[2]                                                 | 28 października 1990  |
| - [1] wspólnie z Toshiro Nomurą - [2] wspólnie z Koyo Kawanishim |                       |

Matsuo Sugano (jap. 菅野 松男 Sugano Matsuo; ur. 1939) – japoński astronom amator. Pracował w planetarium w Akashi.
Wspólnie z innymi amatorami astronomii odkrył 4 planetoidy. Współodkrył także kometę C/1983 J1 (Sugano-Saigusa-Fujikawa), odkrył supernową SN 2013am, trzy gwiazdy nowe oraz osobliwą gwiazdę zmienną V1143 Ori.
W uznaniu jego pracy jedną z planetoid nazwano (5872) Sugano, z kolei nazwa planetoidy (6155) Yokosugano upamiętnia jego żonę, Yoko Sugano (ur. 1943).